# فيليبا بيكر
فيليبا بيكر (بالإنجليزية: Philippa Baker) هي إشعاعاتية ‏ نيوزيلندية، ولدت في 12 يونيو 1963 في كايابوي ‏ في نيوزيلندا.

## وصلات خارجية
- فيليبا بيكر على موقع الاتحاد الدولي للتجديف (الإنجليزية)
- فيليبا بيكر على موقع اللجنة الأولمبية الدولية (الإنجليزية)
- فيليبا بيكر على موقع أوليمبيديا (الإنجليزية)
- فيليبا بيكر على موقع اللجنة الأولمبية النيوزيلندية (الإنجليزية)
- فيليبا بيكر على موقع اتحاد ألعاب الكومنولث (مؤرشف) (الإنجليزية)
- فيليبا بيكر على موقع قاعة نيوزيلندا للمشاهير الرياضية (الإنجليزية)